# Gyarmati István (diplomata)
Gyarmati István (Budapest, 1950. szeptember 29.) magyar diplomata, államtitkár, biztonságpolitikai szakértő, egyetemi oktató.
1974-ben végzett a Marx Károly Közgazdaságtudományi Egyetemen. 1981–1996 között a Külügyminisztérium munkatársa különböző beosztásokban. Részt vett az Európai Biztonsági és Együttműködési Konferencián, a magyar delegáció helyettes vezetője volt a hagyományos fegyveres erőkről szóló bécsi tárgyalásokon 1981-ben. 1981-től 1986-ig Magyarország Nemzetközi Atomenergia-ügynökség melletti állandó képviselőjeként tevékenykedett. 1989-ben részt vett a szovjet csapatok Magyarországról történő kivonása körüli tárgyalásokon. 1992-től 1994-ig vezette a helsinki csúcstalálkozó szakértői találkozóin részt vevő magyar küldöttséget, a londoni jugoszláviai konferencia magyar szakértői küldöttségét, valamint a Külügyminisztérium Biztonságpolitikai és Együttműködési Főosztályát. 1996–1999 között a Honvédelmi Minisztérium integrációért felelős helyettes államtitkára. 1999–2000-ben a Külügyminisztériumban miniszteri főtanácsadó. Vezető pozíciókat töltött be a Vegyifegyver-tilalmi Szervezetben, 2011-2013 között a New York-i East-West Institute alelnöke. Részt vett az EBESZ/ODIHR választási megfigyelő missziójában Moldovában, az EBESZ grúziai, csecsenföldi, majd moldovai misszióvezetője volt. 2014–2015-ben az ENSZ főtitkárának leszerelési ügyekkel foglalkozó tanácsadó testületének elnöke. 2005-től a Demokratikus Átalakulásért Intézet (ICDT) elnök-vezérigazgatója, 2011-ben a Demokrácia Központ Közalapítvány elnöke lett, majd 2013-tól ismét az ICDT elnöke. Angolul, németül, oroszul és franciául beszél.
A politikatudomány doktora, a stratégiai tanulmányok kandidátusa. 
2018-ban az egri Eszterházy Károly Egyetemen a nemzetközi tanulmányok (BA) és (MA) szakokon tanít. Kutatási-érdeklődési területe: biztonságpolitika, európai politika, konfliktuskezelés és a magyar védelempolitika. Ezekben a témákban számos magyar és idegen nyelvű publikációt jegyez.